# Vandellia tonkinensis
Vandellia tonkinensis är en tvåhjärtbladig växtart som beskrevs av Gustave Henri Bonati.
Vandellia tonkinensis ingår i släktet Vandellia och familjen Linderniaceae. Inga underarter finns listade i Catalogue of Life.